# Рик Джаффа и Аманда Сильвер
Рик Джаффа (англ. Rick Jaffa) и Аманда Сильвер (англ. Amanda Silver) — американские сценаристы и кинопродюсеры. Они муж и жена.
Они наиболее известны сценарием и продюсированием научно-фантастического фильма 2011 года «Восстание планеты обезьян», коммерчески и критически успешного перезапуска франшизы «Планета обезьян», за который они были номинированы на премию «Сатурн» за лучший сценарий, и сиквела 2014 года «Планета обезьян: Революция».
В 2013 году их объявили сосценаристами «Аватара 3» Джеймса Кэмерона, который запланирован на 2017 год.
Сильвер сестра актёра Майкла Б. Сильвера и внучка сценариста и продюсера Сидни Бачмана.

## Фильмография
| Год  | Русское название               | Оригинальное название             | Сценарист(ы) | Продюсер(ы)             | Примечания                                                           |
| ---- | ------------------------------ | --------------------------------- | ------------ | ----------------------- | -------------------------------------------------------------------- |
| 1992 | Рука, качающая колыбель        | The Hand That Rocks the Cradle    | Да (Cильвер) | Исполнительный (Джаффа) |                                                                      |
| 1993 | Падшие ангелы                  | Fallen Angels                     | Да (Cильвер) | Нет                     | Телесериал, эпизод «Убийство, наискосок»                             |
| 1996 | Око за око                     | Eye for an Eye                    | Да           | Нет                     |                                                                      |
| 1997 | Реликт                         | The Relic                         | Да           | Нет                     |                                                                      |
| 2010 | Хижина любви                   | Love Shack                        | Нет          | Да                      | Камео Джаффы в роли Митчa Флетчера Камео Cильвер в роли кузины Миртл |
| 2011 | Восстание планеты обезьян      | Rise of the Planet of the Apes    | Да           | Да                      |                                                                      |
| 2014 | Планета обезьян: Революция     | Dawn of the Planet of the Apes    | Да           | Да                      |                                                                      |
| 2015 | Мир юрского периода            | Jurassic World                    | Да           | Нет                     |                                                                      |
| 2015 | В сердце моря                  | In the Heart of the Sea           | Сюжет        | Нет                     |                                                                      |
| 2017 | Планета обезьян: Война         | War for the Planet of the Apes    | Нет          | Да                      |                                                                      |
| 2020 | Мулан                          | Mulan                             | Да           | Нет                     |                                                                      |
| 2022 | Аватар: Путь воды              | Avatar: The Way of Water          | Да           | Нет                     |                                                                      |
| 2024 | Планета обезьян: Новое царство | Kingdom of the Planet of the Apes | Нет          | Да                      |                                                                      |
| 2025 | Аватар: Огонь и пепел          | Avatar: Fire and Ash              | Да           | Нет                     | Пост-продакшн                                                        |
| 2029 | Аватар 4                       | Untitled fourth Avatar film       | Сюжет        | Нет                     | Съёмки                                                               |
| 2031 | Аватар 5                       | Untitled fifth Avatar film        | Сюжет        | Нет                     | Пост-продакшн                                                        |
| TBA  | Цирцея                         | Сirce                             | Да           | Исполнительные          | Будущий телесериал, 8 эпизодов                                       |

Также участвовали в разработке раннего сценария к фильму «Мир юрского периода 2» (2018), но не попали в титры.